# Acraea cretacea
Acraea cretacea är en fjärilsart som beskrevs av Eltringham 1912. Acraea cretacea ingår i släktet Acraea och familjen praktfjärilar. Inga underarter finns listade i Catalogue of Life.